# Predigerkirche (Basel)

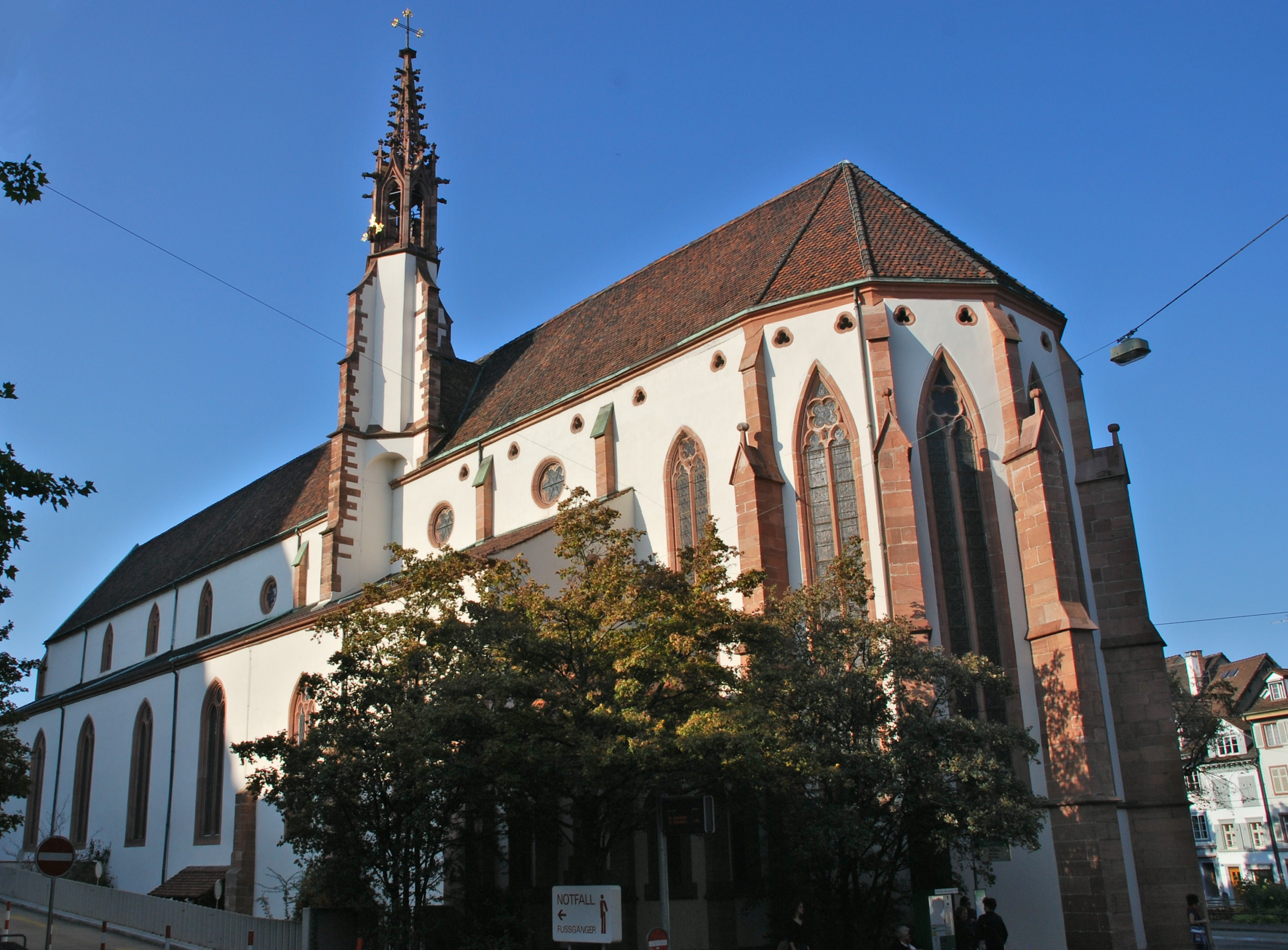
Predigerkirche (Ansicht von Südosten)

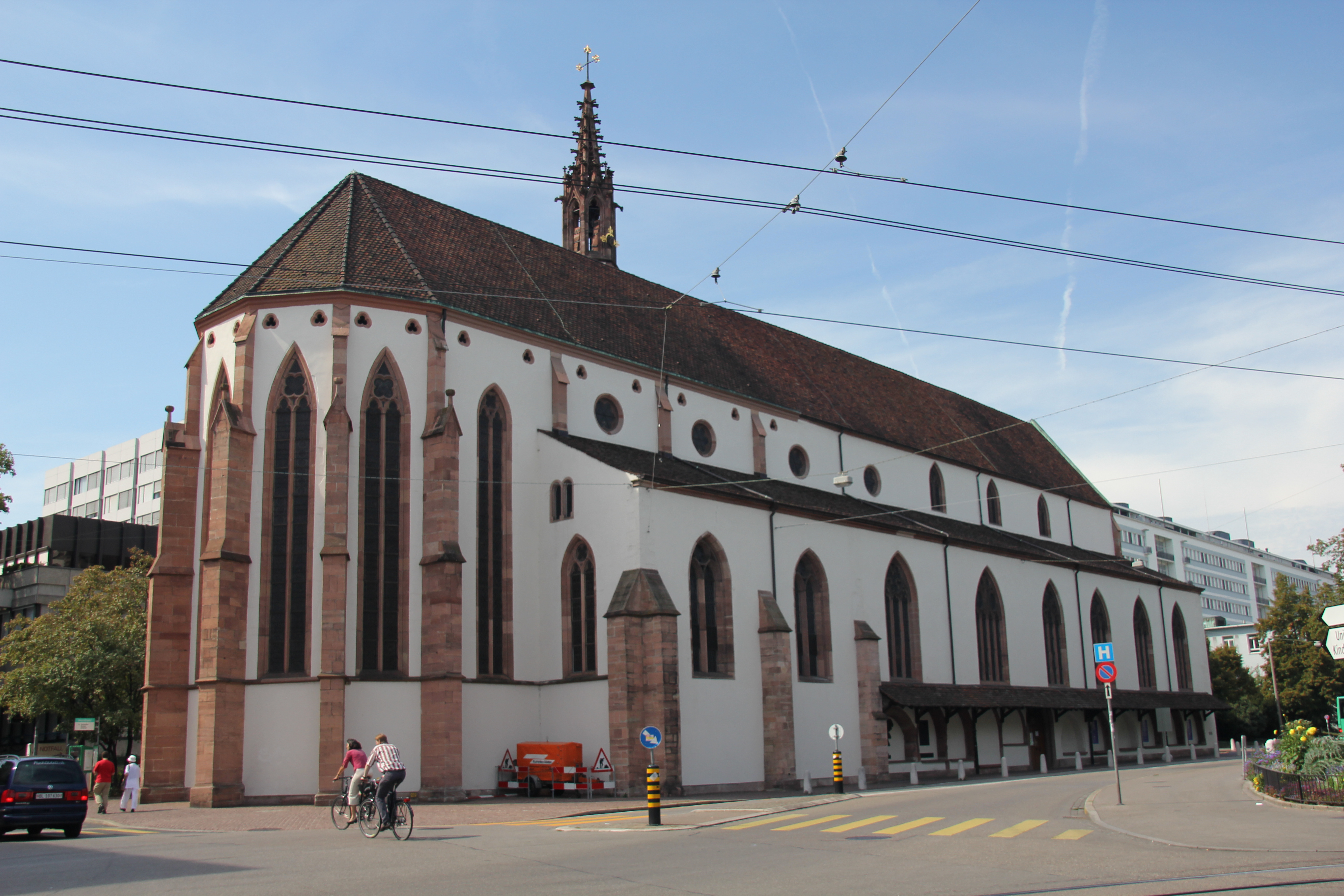
Predigerkirche (Ansicht von Nordosten)

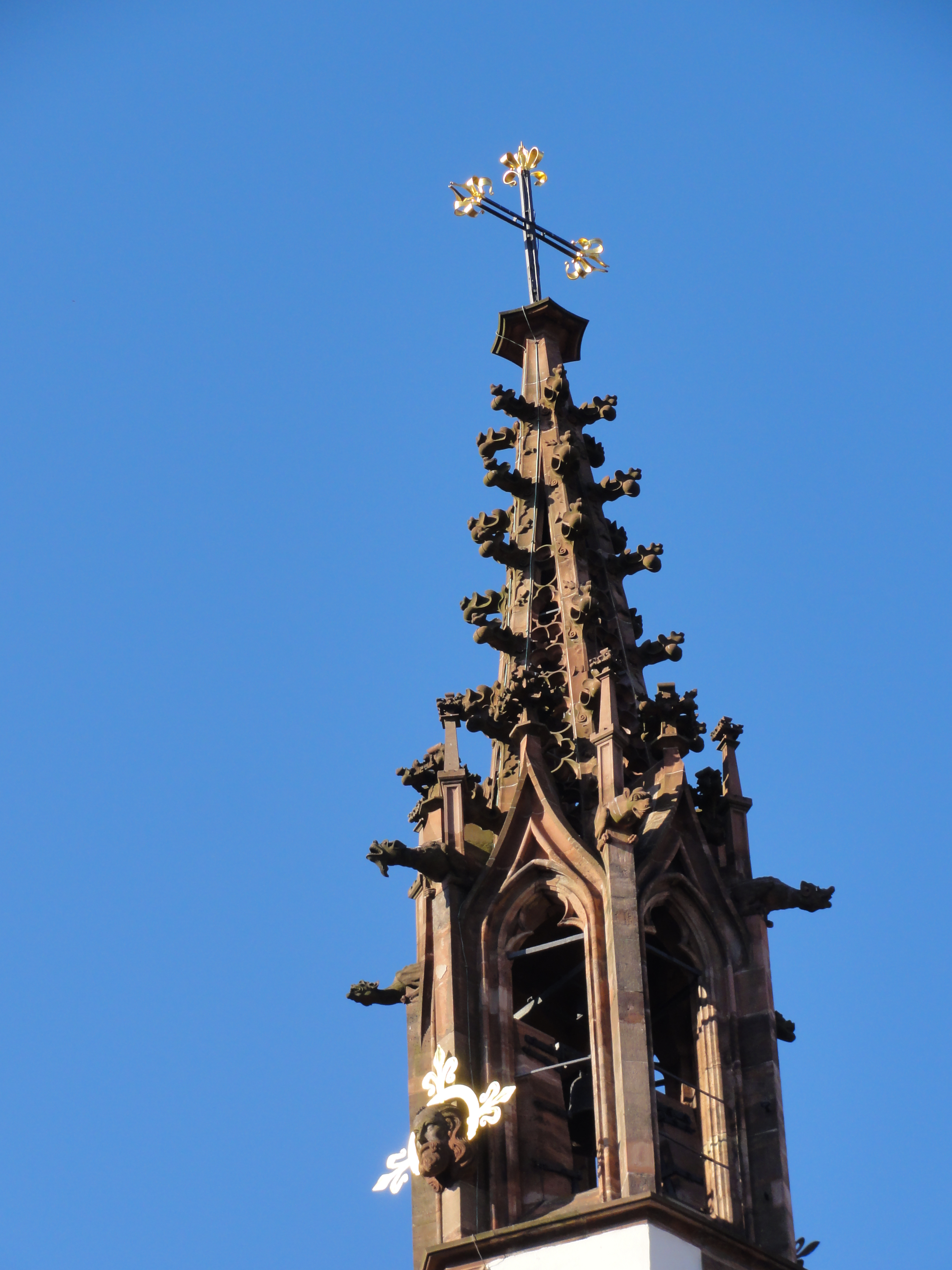
Glockenturm der Predigerkirche

Die Predigerkirche ist die christkatholische Kirche für die Schweizer Stadt Basel. Sie befindet sich im Vorstädte-Quartier in unmittelbarer Nähe zum Universitätsspital.

## Baugeschichte
Die Basler Predigerkirche entstand 1233 bis 1237 als Klosterkirche des Dominikanerordens. Anlässlich des Umbaus von 1262 bis 1269 wurde sie als eine der ersten Kirchen am Oberrhein dem Stil der Gotik angepasst. 1269 erfolgte die Weihe des Chores durch den bekannten Dominikaner Albertus Magnus, Bischof von Regensburg.
1356 zerstörte das Basler Erdbeben grosse Teile der Kirche. Bei Renovationen in den folgenden Jahrzehnten entstanden Fresken, die Maria, Johannes den Täufer und den Dominikaner Vinzenz Ferrer darstellen. Das Gotteshaus wurde während des Konzils von Basel 1431 bis 1449 von den Teilnehmern rege genutzt.
Die so genannte Leutkirche wird vom Chor durch einen teilweise transparenten Lettner getrennt. Der mit Rosenblüten verzierte Taufstein stammt aus dem frühen 15. Jahrhundert und wurde während einer Ausgrabung bei der Leonhardskirche gefunden. Die Schlusssteine der Gewölbe zeigen schlichte Blattmuster und die Evangelistensymbole.
Der kleine Dachreiter aus Holz wurde 1423 durch einen steinernen Glockenturm mit offener, wimpergbekrönter Laterne und einem durchbrochenen Maßwerkhelm in Miniaturformat ersetzt, an dem mit Blick nach Norden und Süden je ein Christuskopf angebracht ist. Als entwerfender Baumeister ist Meister Johannes, genannt Cun, Steinmetz von Ulm, Meister des Werks und der Baufabrik der Ulmer Pfarrkirche genannt, die Ausführung vor Ort lag in den Händen seines Parliers Hans Böfferlin.

## Nutzung
Während des Bildersturms von 1529 wurde fast die gesamte Ausstattung zerstört und das Kloster wurde aufgelöst. Ab 1614 diente die Leutkirche der französischsprachigen reformierten Gemeinde und wurde vom Chor durch eine Holzwand getrennt.
Ab 1684 wurde der Chorraum als Frucht- und Salzlager genutzt. Von 1692 bis 1836 diente der ehemalige Klostergarten als Botanischer Garten der Universität Basel. Die Klostergebäude wurden 1857 abgerissen, und von 1876 bis 1877 wurde die Kirche grundlegend renoviert, um danach der christkatholischen Gemeinde zu dienen.

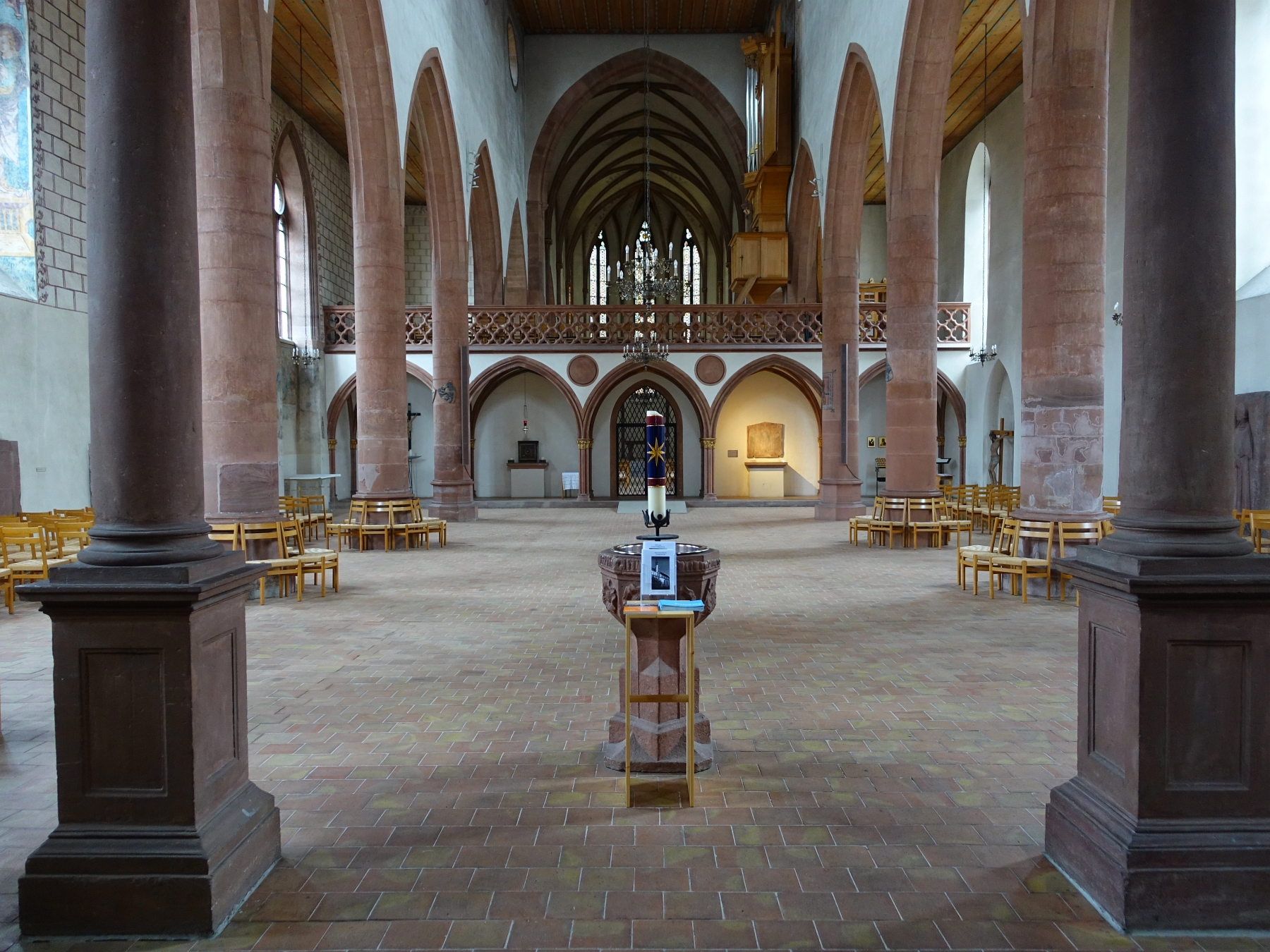
Kirchenschiff, Blick zum Lettner und Chor

Im Jahr 2020 diente die Kirche als Triagezentrum (Coronavirus) für das Universitätsspital Basel, der Gottesdienst der Christkatholischen Kirchgemeinde fand in deren Kirchgemeindehaus statt.

## Ausstattung
Zu den Schätzen der Predigerkirche gehören ein vergoldetes Vortragekreuz aus dem Mittelalter sowie drei im Jahre 2003 aufgestellte Ikonen, welche das Jesuskind mit der Muttergottes und die Erzengel Gabriel und Michael zeigen.

## Orgeln
In der Kirche befinden sich vier Orgeln.

### Hauptorgel
Die Hauptorgel wurde 1767 bis 1769 von dem Orgelbauer Johann Andreas Silbermann auf dem Lettner erbaut. 1879 wurde sie durch den Orgelbauer Goll auf die Westempore umgesetzt, 1909 erhielt sie ein elektrisches Gebläse. 1979 wurde das Instrument durch die Firma Metzler Orgelbau auf der neuen barocken Westempore aufgestellt. Es hat 28 Register auf zwei Manualen und Pedal. Die Spiel- und Registertrakturen sind mechanisch.
| I Hauptwerk C–d3 |        |   |
| Bourdon          | 16′    | S |
| Montre           | 8′     | S |
| Bourdon          | 8′     |   |
| Prestant         | 4′     |   |
| Nasard           | 2 ⁄3′  | S |
| Doublette        | 2′     |   |
| Tierce           | 1 3⁄5′ |   |
| Sifflet          | 1′     |   |
| Cornet V         | 8′     | S |
| Fourniture III   | 1′     |   |
| Cimbale II       | 1⁄2′   |   |
| Trompette        | 8′     |   |
| Voix humaine     | 8′     |   |
| Tremblant doux   |        |   |

| II Positiv C–d3 |        |   |
| Bourdon         | 8′     |   |
| Prestant        | 4′     |   |
| Flute           | 4′     |   |
| Nasard          | 2 ⁄3′  |   |
| Doublette       | 2′     |   |
| Tierce          | 1 3⁄5′ | S |
| Larigot         | 1 ⁄3′  |   |
| Fourniture III  | 2⁄3′   |   |
| Cromhorne       | 8′     |   |
| Tremblant fort  |        |   |

| Pedal C–d1     |     |   |
| Soubaße        | 16′ | S |
| Flute          | 8′  | S |
| Prestant       | 4′  | S |
| Fourniture III | 2′  | S |
| Bombarde       | 16′ |   |
| Trompete       | 8′  |   |

- Koppeln: Manual-Schiebekoppel

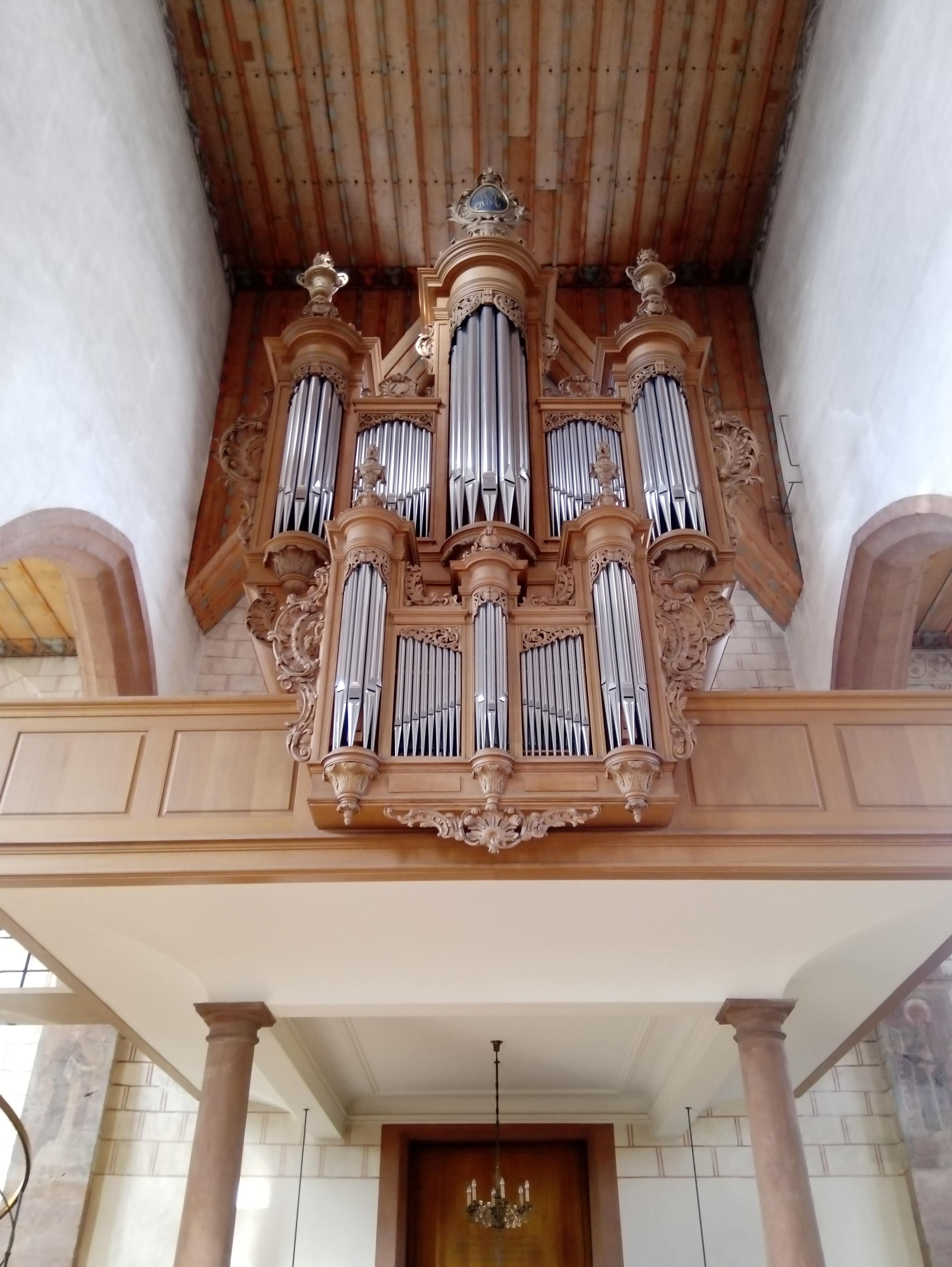
Silbermann-Orgel von 1769

- Anmerkung: S = Pfeifenmaterial von 1767 (Silbermann)

### Schwalbennest-Orgel

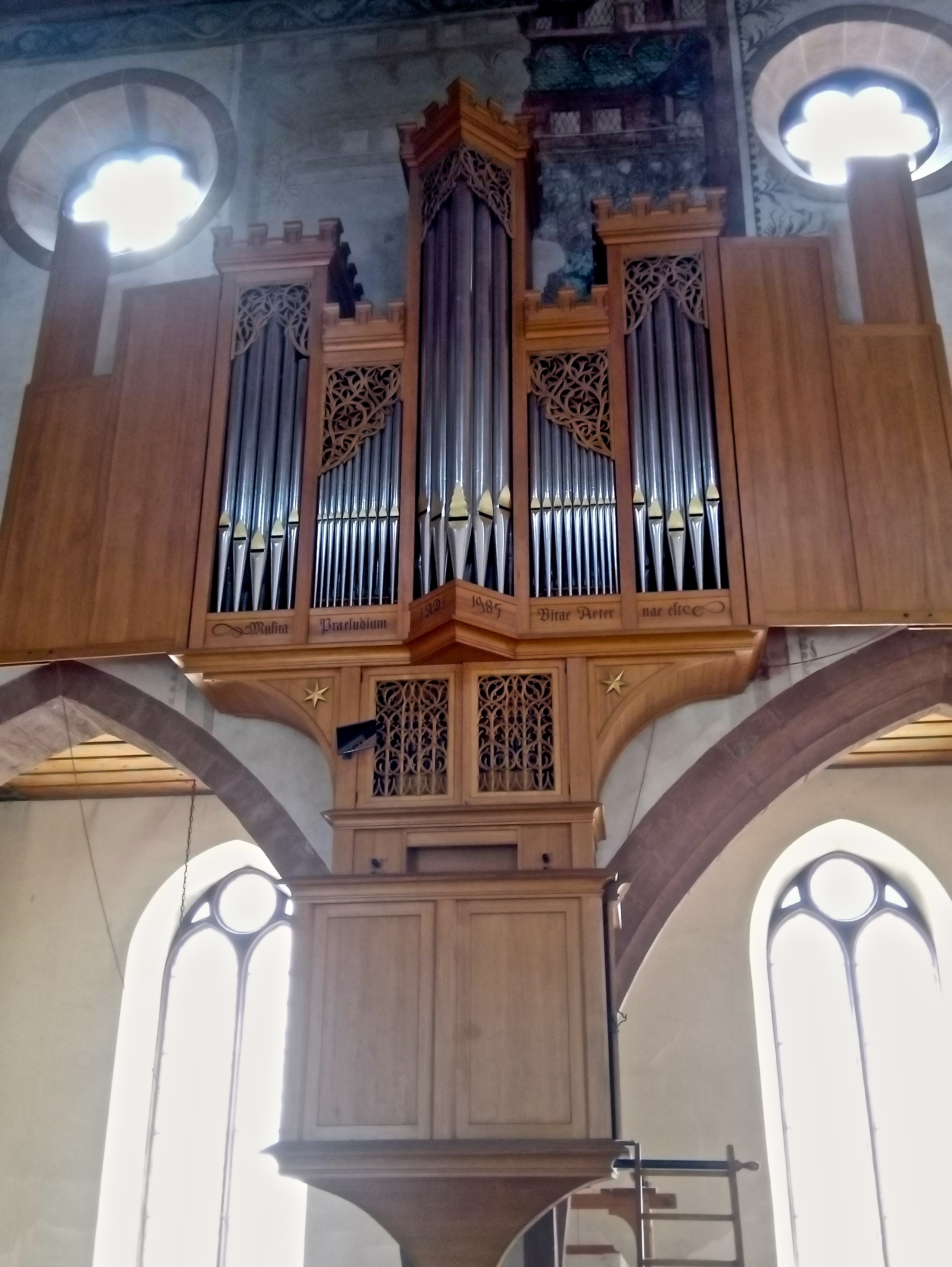
Schwalbennestorgel

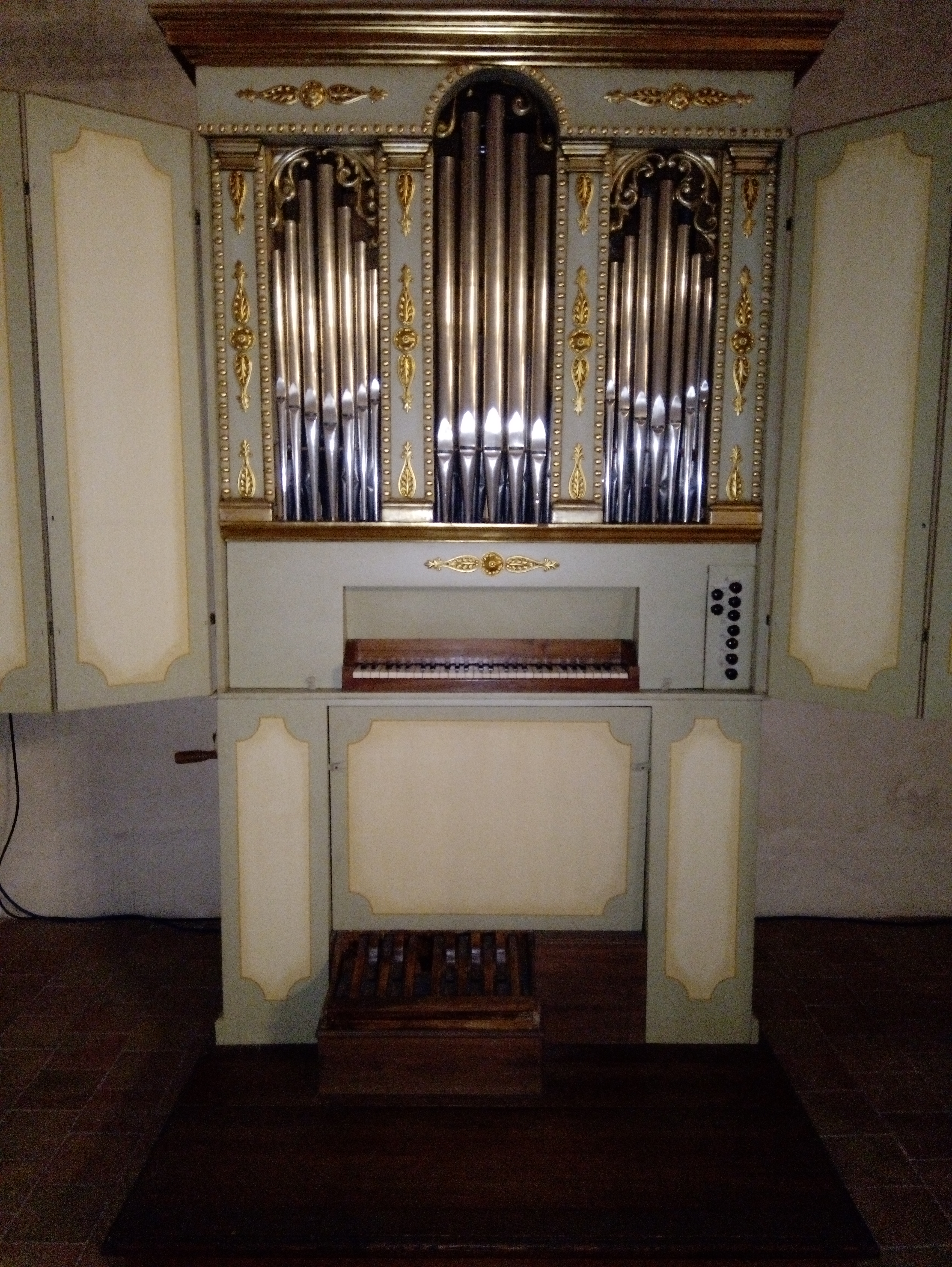
Italienische Orgel im Chor

Im Stil der Renaissance erbaute Sebastian Blank in Zusammenarbeit mit Bernhardt Edskes 1985 eine zweimanualige Schwalbennestorgel mit elf Registern und einer mitteltönigen Stimmung.
| I Manual F–g2a2 |              |
| Praestant       | 8′           |
| Gedackt         | 8′           |
| Octave          | 4′           |
| Quinte          | 2 ⁄3′        |
| Superoctave     | 2′           |
| Hörnli II       | 1 ⁄3′ + 4⁄5′ |
| Mixtur IV–VI    | 1 ⁄3′        |
| Cimbel II       | 1⁄2′         |

| II Brustpositiv F–g2a2 |    |
| Regal                  | 8′ |
| Flöte                  | 4′ |
| Gemshorn               | 2′ |

| Pedal GG–c1 |                                             |
|             | angehängt, eigene Pfeifen in der Bassoktave |

- Tremulant, Vogelsang, Zimbelstern

### Chororgel
Eine im Chorraum aufgestellte historische Orgel aus Italien (daher auch Italienische Orgel genannt) datiert von 1908, beinhaltet aber wahrscheinlich älteres Pfeifenmaterial. Das Instrument verfügt über acht Register auf einem Manual und angehängtem Pedal.

### Orgelpositiv
Des Weiteren steht in der Predigerkirche ein 2010 gebautes Orgelpositiv, eine Truhenorgel mit acht Registern von Bernhard Fleig (Basel).

## Ereignisse
- Im Spätmittelalter wurde auf die Innenseite der Friedhofsmauer bei der Predigerkirche der Basler Totentanz gemalt.
- Am 26. Mai 1963 erhielt der spätere (2002 bis 2009) Bischof der Christkatholischen Kirche, Fritz-René Müller, in der Predigerkirche vom damaligen Bischof Urs Küry seine Priesterweihe.
- In den Jahren 2004 bis 2012 erfolgte in der Basler Predigerkirche innerhalb monatlich stattfindender Konzerte die Aufführung sämtlicher geistlicher Kantaten von Johann Sebastian Bach unter der Leitung von Jörg-Andreas Bötticher.[10] Seither werden durch «Abendmusiken Basel», teilweise mit gleichen Ausführenden, in ebenfalls monatlich stattfindenden Konzerten Werke vorbachischer Meister aufgeführt.[11]